# سيكستيل بوشكاريو
سيكستيل يوسيف بوشكاريو ( يناير1877 - 5 مايو 1948) عالم لغوي وفيلولوجي روماني وُلد في الإمبراطورية النمساوية المجرية، وكان معروفًا أيضًا بمشاركته في السياسة الإدارية والحزبية. وُلد في براشوف وتلقى تعليمه في فرنسا وألمانيا، وكان نشطًا في الحياة الثقافية في ترانسيلفانيا وعمل كأستاذ للغة الرومانية في تشيرنوفتسي في دوقية بوكوفينا. بدأت حياته العلمية في عام 1906، عندما كلف بإعداد قاموس عام للغة الرومانية. توسع في نشر أفكار جديدة، من خلال اهتمامه بمجموعة متنوعة من التخصصات، وجلبها إلى رومانيا، كما أشرف على مشروعين ضخمين يتعلقان باللغة: تطوير قاموسه حتى الحرف «L»، وإنشاء خريطة للغة.
انضم بوشكاريو للجيش النمساوي المجري في الحرب العالمية الأولى ودعم إنشاء رومانيا الكبرى بعد انتهاء الحرب، حيث ترأس قسم الشؤون الخارجية في الحكومة المؤقتة التي تمثل الرومان البوكوفينيين. كما كان مؤسس صحيفة صوت بوكوفينا التي ساعدت في توجيه القومية الرومانية في تلك المنطقة، وأشرف مع ايون نيستور على ضم بوكوفينا إلى رومانيا في نوفمبر 1918. قاد جهودًا لإنشاء جامعة جديدة في كلوج نابوكا، تحت الحكم الروماني. أنشأ أيضًا معهدًا للأبحاث في نفس المدينة مخصص لدراسة لغته الأم. شجع النهج العلمي المتعدد التخصصات، وذلك بإضافة تركيز اجتماعي إلى دراسته في اللغويات.
اعتنق بوشكاريو مذهب الأوروبية، رغم التزامه بالقومية الإثنية والمحافظة الثقافية، خلال توليه منصبه في اللجنة الدولية للتعاون الفكري. أصبح أكثر تطرفًا خلال العقدَيْن العشرين والثلاثين، إذ سعى في البداية لفرض الكوتا اليهودية في جامعته، ثم دعم السياسات الفاشية على نحو أكثر وضوحًا. ترأس خلال معظم هذه الفترة الكنيسة الرومانية الأرثوذكسية، التي مثلت الكنيسة الرئيسية، كما كانت تتصدى أحيانًا لليونانيين الكاثوليك في ترانسيلفانيا. انتقل إلى برلين مع بداية الحرب العالمية الثانية إذ قاد معهدًا للدعاية لتعزيز الثقافة الرومانية في الرايخ الألماني، ومواجهة تبريرات المجر لاستيعاب شمال ترانسيلفانيا بعد منحة فيينا الثانية عام 1940.
أثار بوشكاريو شكوكًا من جانب أرباب عمله في الحكومة الرومانية، الذين لم يحبوا إنفاقه الكبير ومشاركته المستمرة في حركة الحرس الحديدي الثائرة. أُجبر في النهاية على الاستقالة في عام 1943. تدهورت صحته بعد عودته إلى الوطن بينما بدأت السلطات الجديدة في النظام الشيوعي إجراءات قانونية ضده. رفض الهروب من رومانيا وتوفي في بران قبل إصدار الحكم عليه. جرى تجاهل عمله لعقدين، ثم أُحيي إرثه العلمي كاملًا بعد انهيار النظام في عام 1989.

## السيرة الحياتية

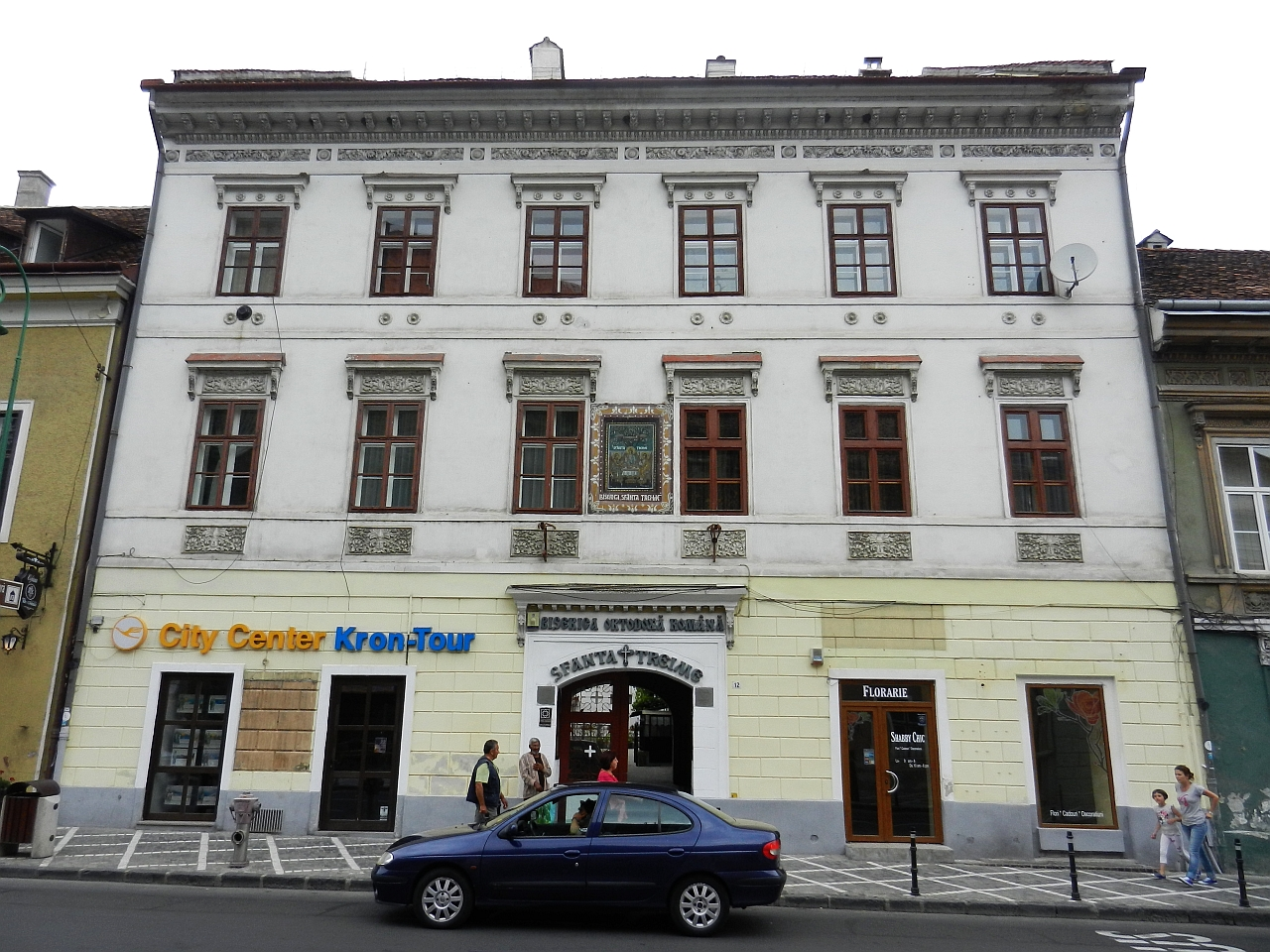
كاسا سيكستيل بوشكاري، منزل تاريخي يقع في مدينة سيبيو، رومانيا، تعود شهرته إلى ارتباطه بالعالم اللغوي الروماني الشهير سيكستيل بوشكاري.

### الأصول والحياة المبكرة
يُقال إن عائلة بوشكاريو نشأت في ماراموريش، وأمضت بعض الوقت في إمارة البغدان قبل أن ينتهي بها الحال في جنوب ترانسيلفانيا. كان اسمهم «يوغا» في ماراموريش، ثم تحول اسم العائلة إلى بوكاريو، وهو اسم مهني يشير إلى مهاراتهم في الصيد، قبل اختيار النموذج النهائي طبقًا لاقتراح المطران ايوان ليمينى (1833-1850). غادر أحد أفراد العائلة ايوان بوكاريو منطقة تارا فاغراشولو ووصل إلى قرية سوهودول بالقرب من بران في الجزء الأخير من القرن الثامن عشر. كانت العائلة البارزة من نسل ابنيه. كان جده سيكستيل يوهان بوشكاسو، الذي كان كاهنًا في سوهودول، لديه خمسة أبناء وخمس بنات، وقدم لهم جميعًا تعليمًا صارمًا. كان ابنه الأكبر يوهان بوشكاريو، قاضيًا مشهورًا ومؤرخًا، بينما ترك آخر، إيلاريون، بصمته كلاهوتي. شمل أقارب سيكستيل ابن عمه إميل وهو جراح تزوج أخت مؤرخ الأدب، اوڤيد دينسوسيانو.
درس والد سيكستيل، يوسيف (1835-1923) في المدرسة السكسونية العليا في براشوف (المعروفة آنذاك باسم براسو وكرونشتات) قبل إرساله لدراسة اللاهوت في سيبيو. لاحظ المطران اندريه اجونا أن يوسيف يفتقر إلى دعوة كاهنية ومنحه الإذن بمغادرة المدرسة الدينية لدراسة القانون. عمل السيد بوشكاريو الأكبر كقاض في زارنيشتي منذ عام 1848 إلى 1867، بعد التخرج من أكاديمية القانون السكسونية، حيث نشر نشرة فكاهية، وترأس المحكمة الرومانية. انتقل إلى براشوف للعمل كمحام بعد الزواج من يوفروسينا تشوركو، التي كانت تنتمي إلى عائلة تجارية. أسس مجلة فكاهية تحت اسم كوكوشول روشو، باستخدام موهبته الأدبية، وحررها بين عامي 1874 و1878.
وُلد سيكستيل يويسف بوشكاريو ابنًا سادسًا ليوسيف ويوفروسينا في براشوف، ولدى تلك العائلة اثنان من الأبناء الآخرين وأخت. حضر المدرسة العليا الرومانية في مدينته الأصلية، حيث حصل على دروس اللاتينية والتاريخ من المعلم فاسيل جولديش، قبل الذهاب إلى ألمانيا وفرنسا للحصول على درجة البكالوريوس والدكتوراه. تدرب على الوضعية، وكان واحدًا من أوائل العلماء الرومانيين الذين قاموا بالانتقال من الفلولوجيا إلى اللغويات الأسلوبية المنهجية. درس تحت إشراف غاستون باريس، في جامعة باريس بين عامي 1899 و1901، في حين كان مشرف الدكتوراه في جامعة لايبتزغ هو جوستاڤ ويجاند. عرفه المشرف على طالبة هولندية درست اللغة الرومانية، وقد وصفها بوشكاريو لاحقًا بأنها حبه الأول. درس أيضًا في جامعة فيينا، وعمل هناك كمدرس في عام 1904.
انضم بوشكاريو بصفة صحفي سياسي إلى المجموعة غير الرسمية التي تشكلت حول اوكتاڤيان جوجا وأوكتافيان كودرو تاسلاوانو وغيتا بوب، والمعروفة باسم «الشباب المستنزف». كانت انتقاداتهم موجهة بالأساس نحو الحزب الوطني الروماني الأكثر تحفظًا. ظهرت كتابات بوشكاريو بانتظام في غازيتا دي ترانسيلفانيا حتى عام 1901. كما قدم مساهمات هامة لـصحيفة لوتشيافارول تحت رئاسة تاسلاوانو (الذي كان قد اعتبره زميل دراسة في براشوف)، بينما ظهرت في بودابست وبعد عام 1906 في سيبيو. انتُخب عضوًا مراسلًا في قسم الأدب التابع بجمعية ترانسلفانيا للأدب وثقافة الشعب الروماني عام 1902. قدم أنشطة تتعلق بالجمعية خلال ما تبقى من حياته، على الرغم من تباين المجهود: إذ كان نشطًا في الجهود اللغوية في ذلك العقد، ولكنه وجد نفسه متخلفًا إلى حد كبير عن أنشطة أخرى في العقد الثاني من القرن العشرين، لكن ما لبث أن نظم سلسلة من المؤتمرات ابتداءً من منتصف العشرينات في مدن ترانسيلفانيا، الكبيرة منها والصغيرة.